# 火山作用
火山作用（かざんさよう、英語: volcanism, volcanic activity）は、火成作用（かせいさよう、英語: igneous activity）のうちマグマが地表面・海底面・地殻表層部で引き起こす現象の総称である。
火山活動、火山現象ともよばれる。マグマや火山ガスの上昇、噴火・噴気、火山噴出物の放出・堆積、溶岩の噴出・堆積、火山体や火山島の形成、火成岩の生成、火山性地震などが含まれる。